# VAB装甲車
VAB装甲車（フランス語: Véhicule de l'Avant Blindé）は、フランス製の装輪式装甲兵員輸送車である。1976年に就役し、5,000両が生産されている。
後部の左右両側に装備されたウォータージェット推進装置による水上航行能力とNBC防護機能、優れた路外走行能力を併せ持っており、多数の派生型が存在する。

## バリエーション
VABには大きく分けて4x4輪式と6x6輪式の派生型が存在し、フランス軍では主に4輪型が使用されている。
装甲兵員輸送車型
助手席上に7.62mm機関銃NF-1もしくは12.7mm重機関銃M2のターレット、またはプロテクター M151 RWSを搭載。
火力支援車型
キャビン上部に20mm機関砲ターレットを搭載。
戦車駆逐車型
キャビン上部にHOT対戦車ミサイル発射機を搭載。
戦場救急車型
ジュネーヴ条約に基づき、武装は撤去されている。衛生兵の項目を参照。
指揮統制車型
より強力な無線機を搭載。
迫撃砲運搬車
81mm迫撃砲を車内に搭載するか、120mm迫撃砲 RTを牽引し、弾薬と運用要員を運搬する。
装甲工兵車型
工兵用の作業用車両。6x6輪となっているのが特徴。
などが挙げられるほか、フランス国家憲兵隊に放水銃あるいはブルドーザーブレードを装備したVBRGと呼ばれる派生型が配備され、暴動鎮圧を主任務としている。
発展型のMk.2のほか、現在Mk.3が開発中である。

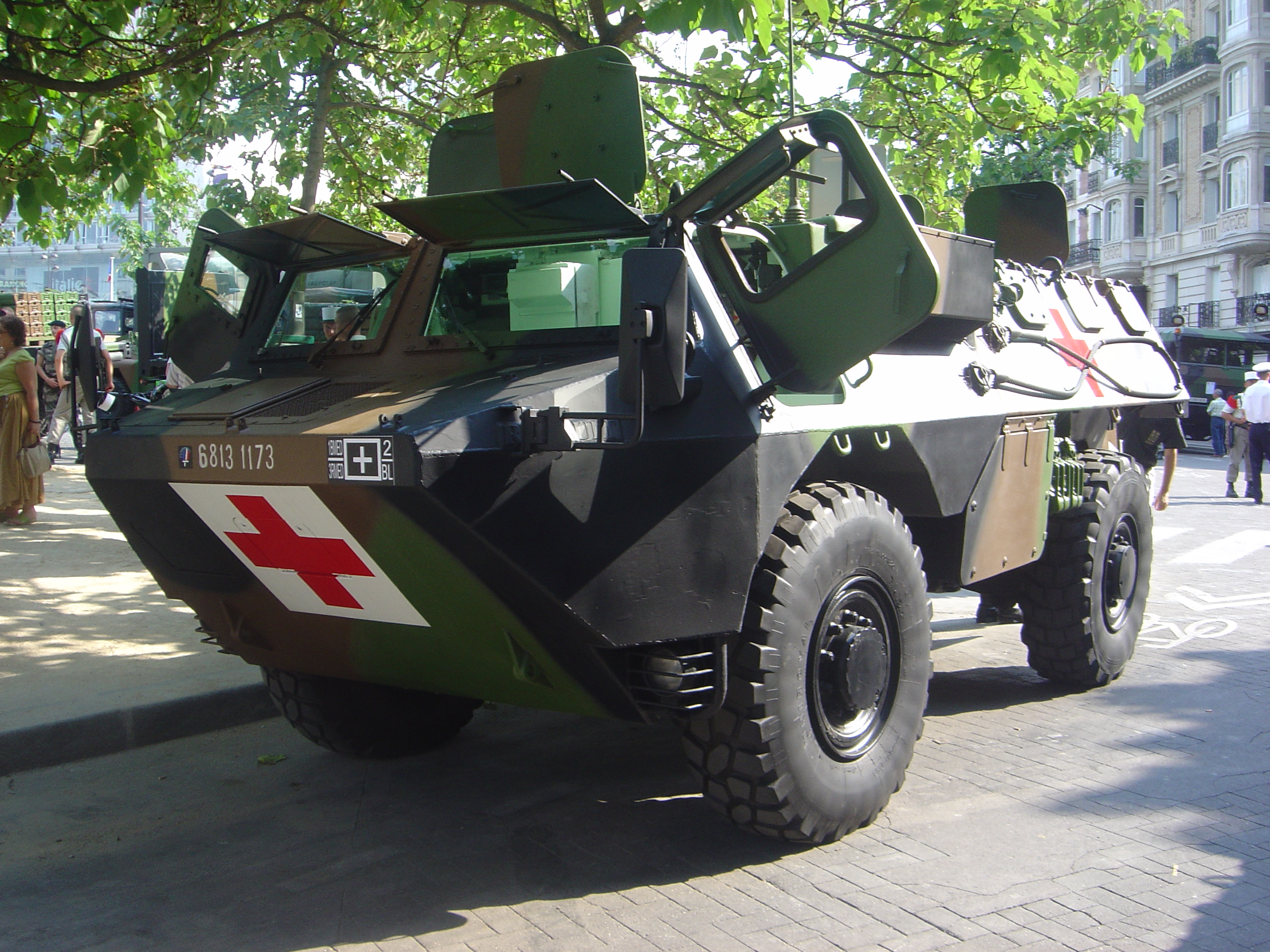
戦場救急車型
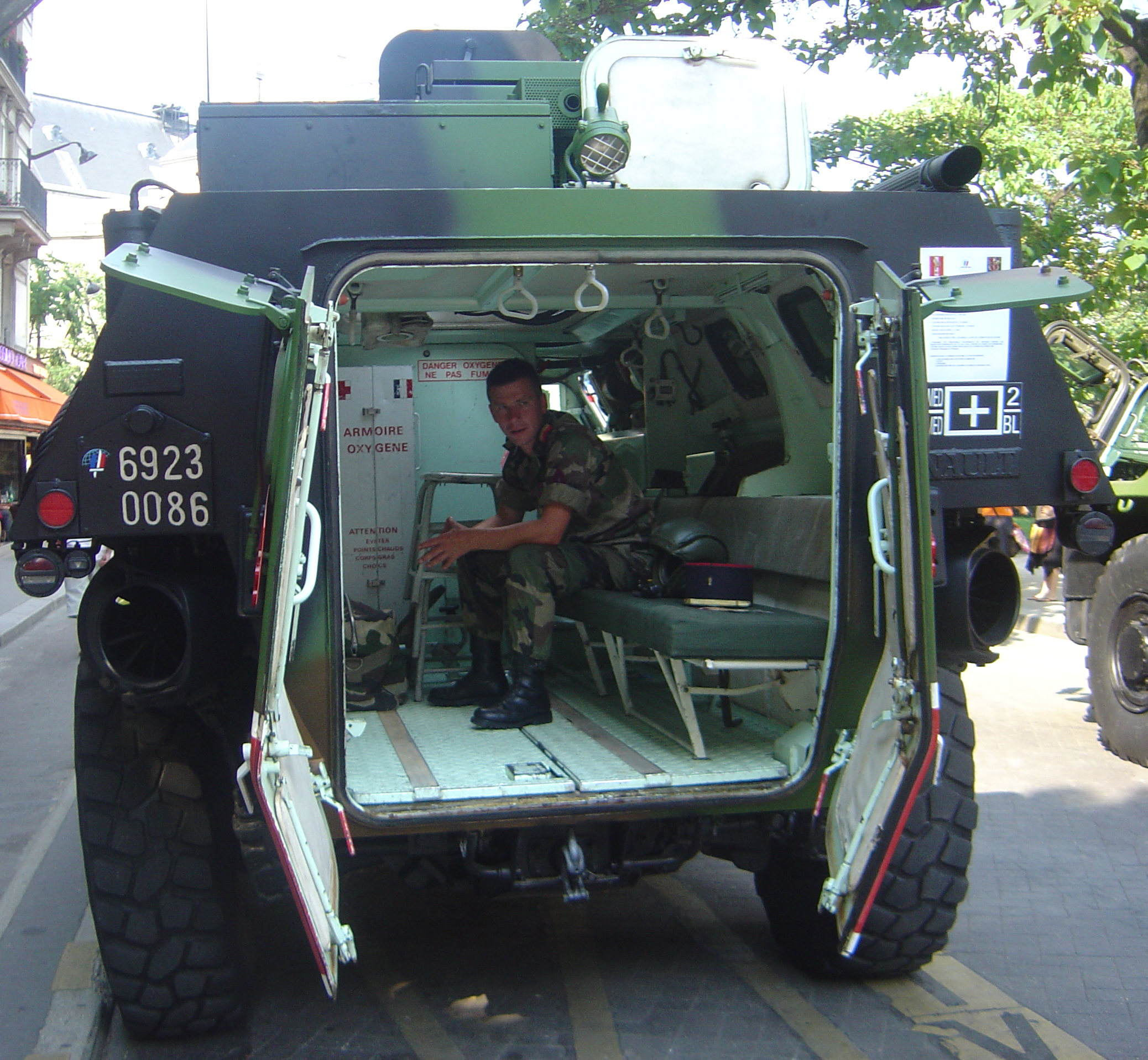
戦場救急車型の後部キャビン
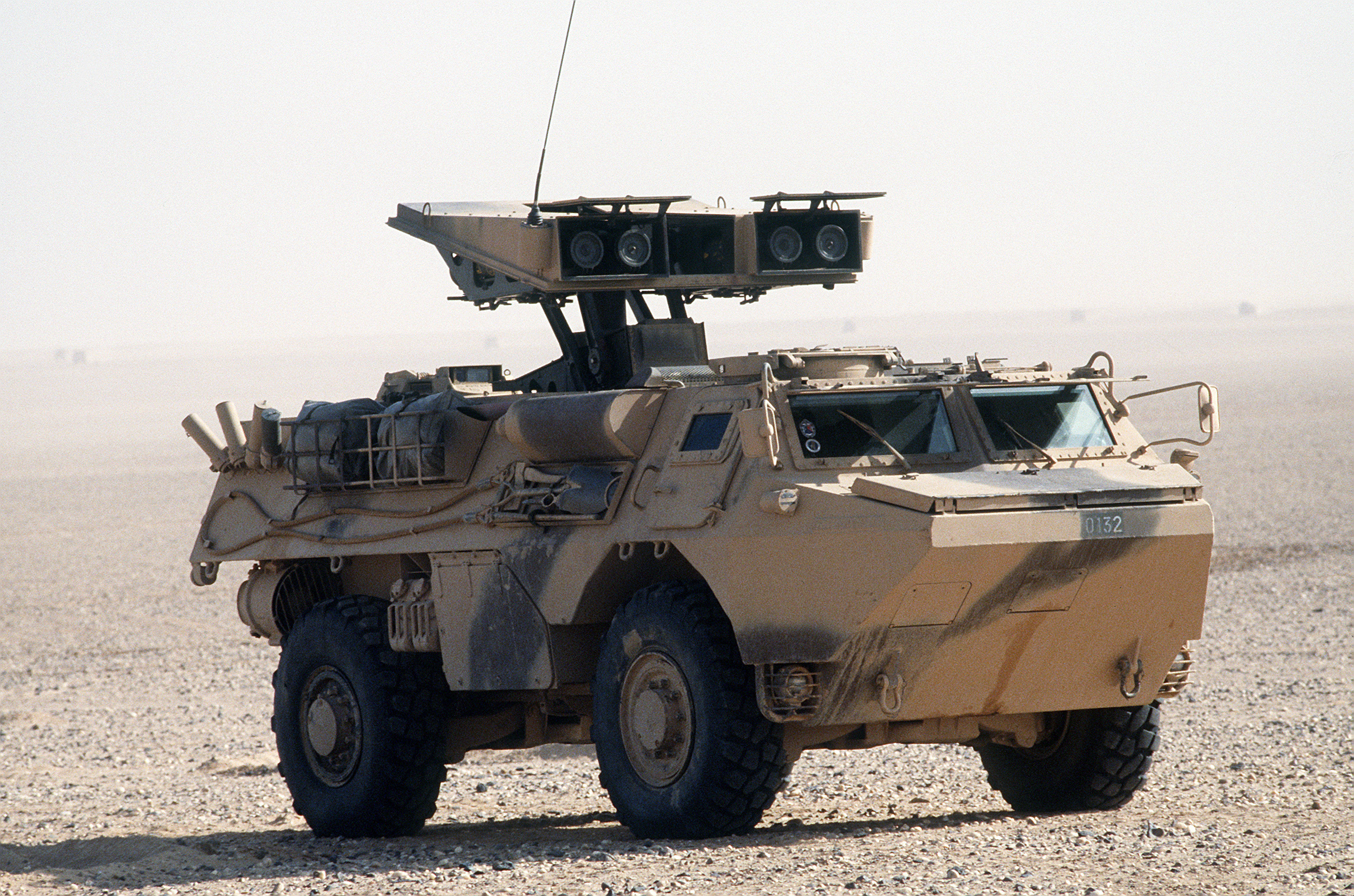
戦車駆逐車型
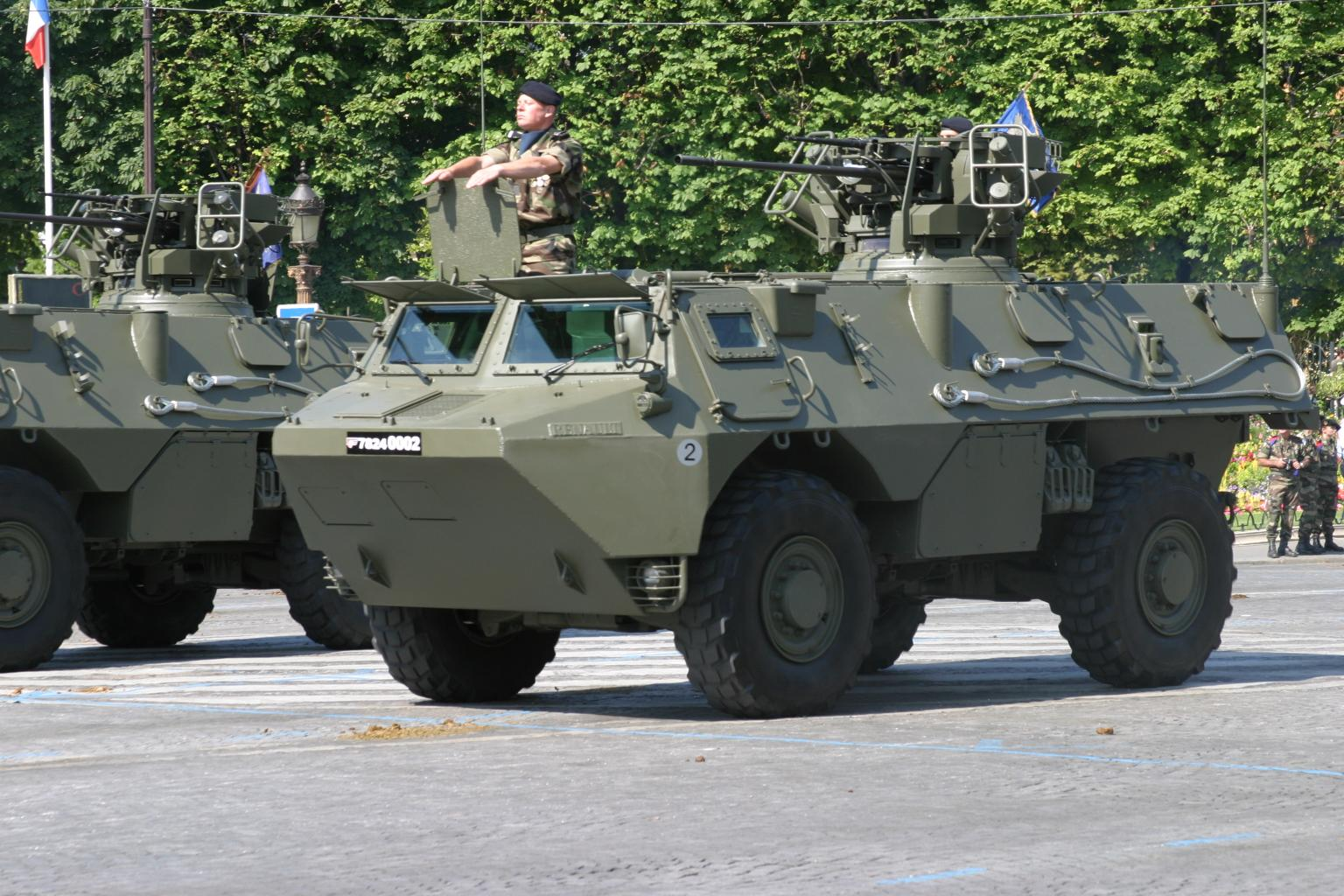
火力支援車型。ターレットは後部キャビン上に搭載
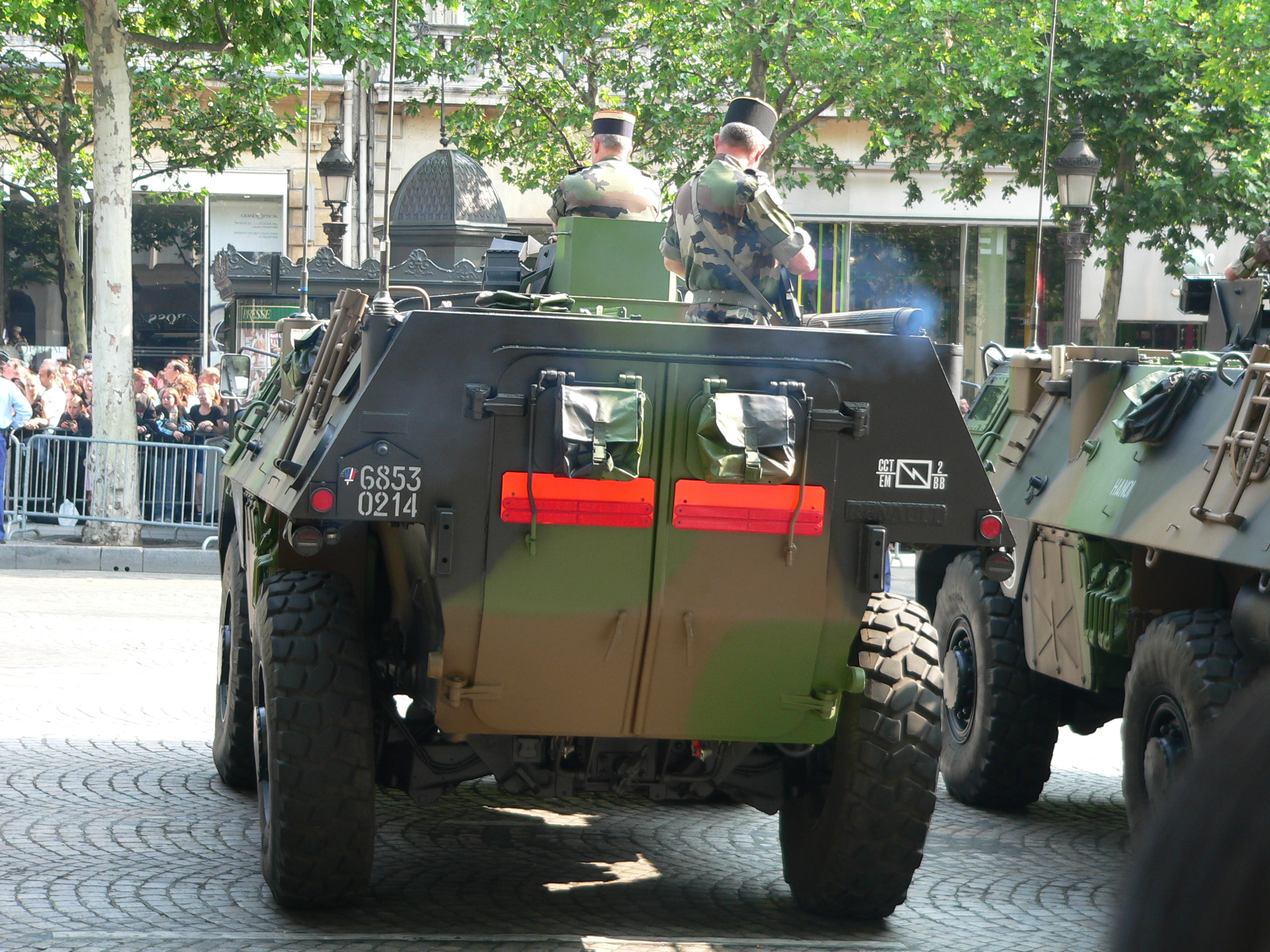
装甲兵員輸送車型の後部ドア
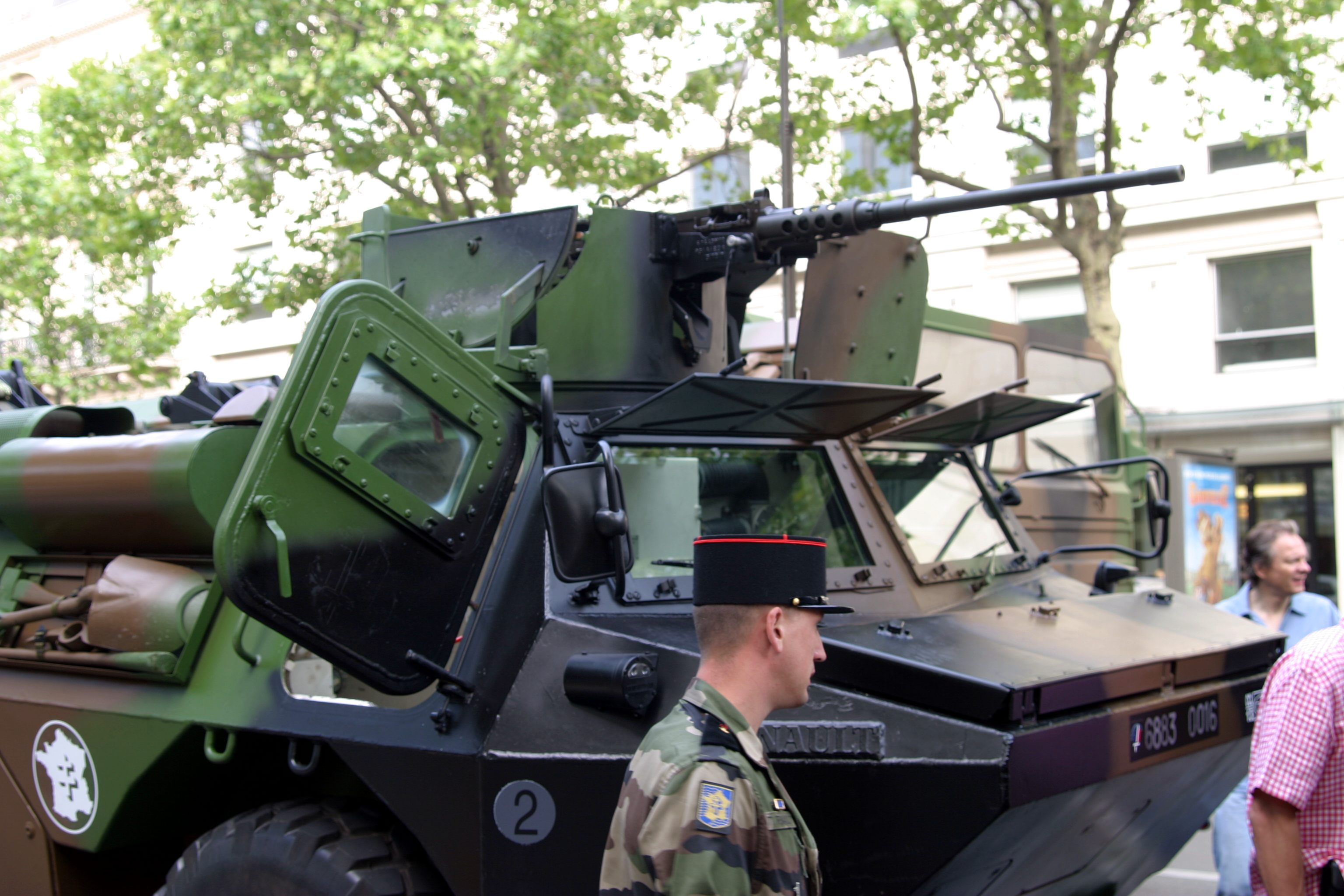
装甲兵員輸送車型の助手席上ターレットに搭載されている12.7mm重機関銃M2
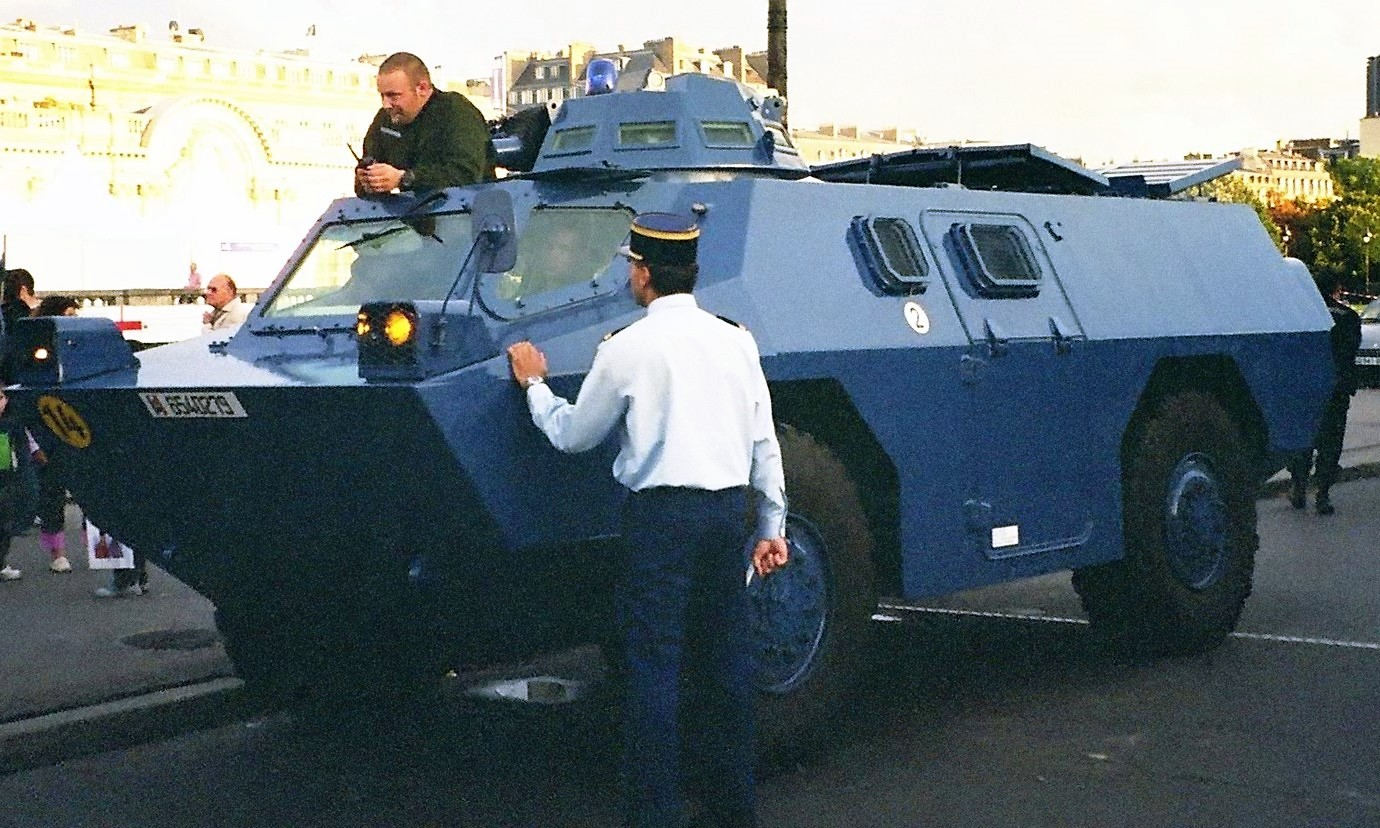
国家憲兵仕様のVBRG（前部）
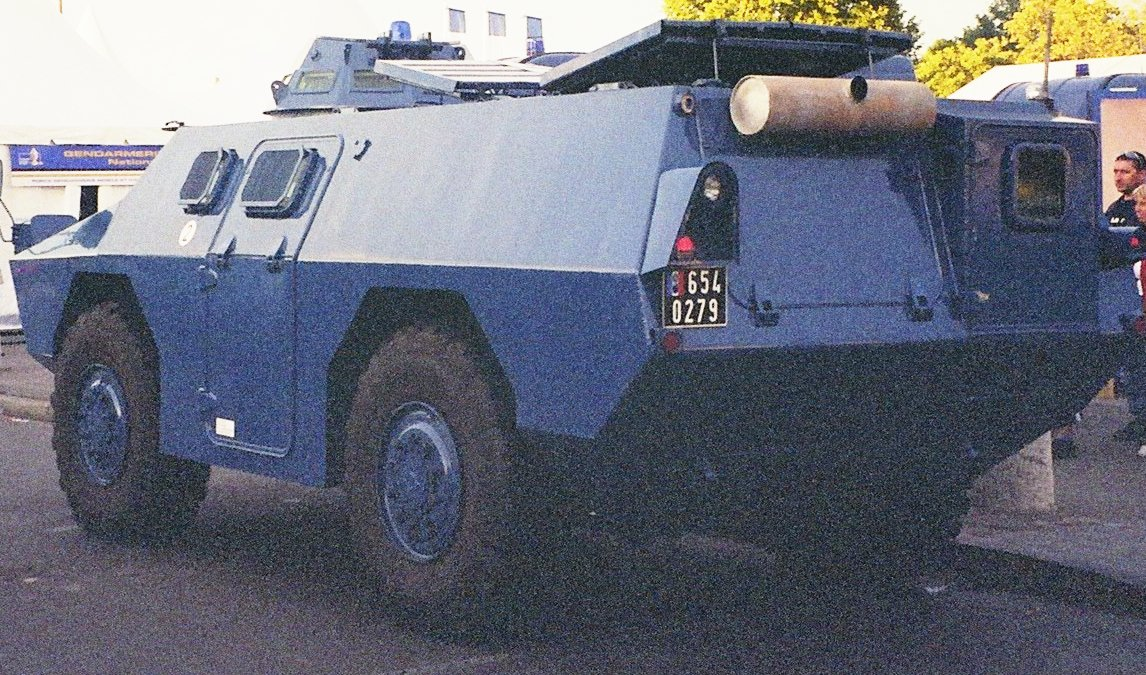
VBRG（後部）
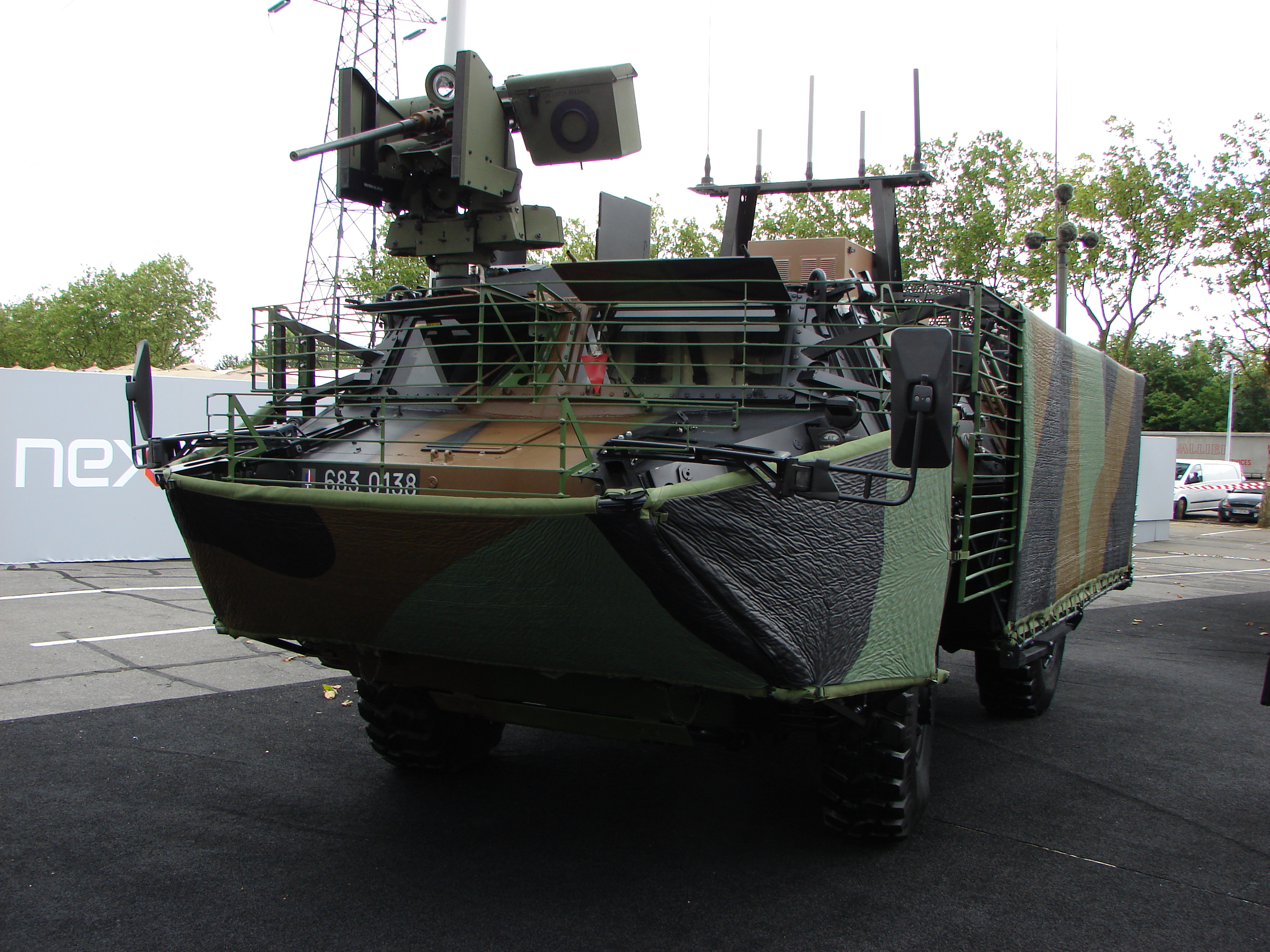
装甲兵員輸送車型（プロテクター M151 RWS搭載）

## 戦闘経験

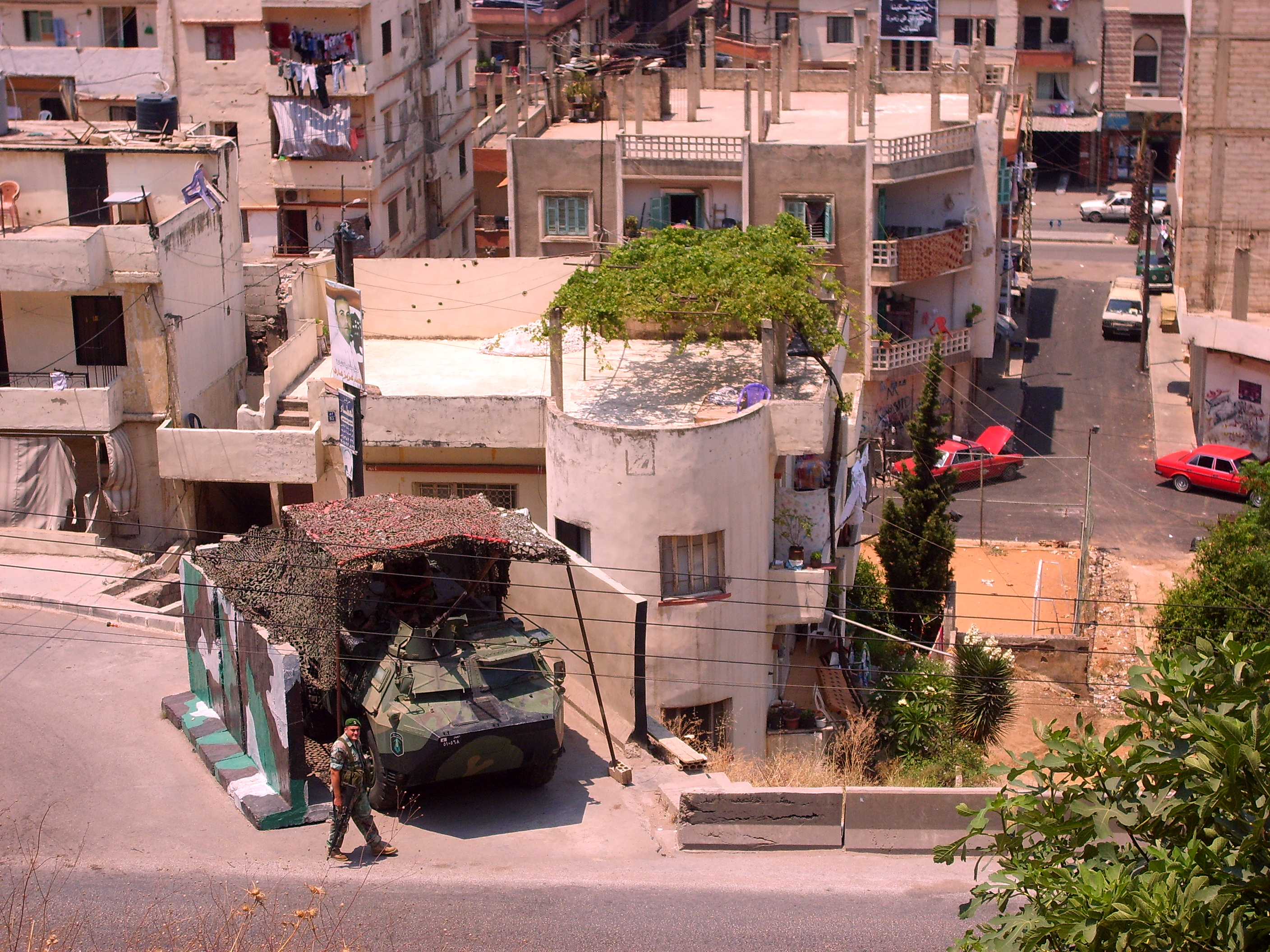
Bab_al-Tabbaneh地区とJabal_Mohsen地区の宗派対立において、両者の境界線の道路で警備にあたるレバノン国軍のVAB（2011年）

VABは、フランス軍歩兵連隊はもちろん、砲兵連隊や騎兵連隊、工兵連隊などでも現在まで広く使用されており、湾岸戦争やユーゴスラビア内戦および、コートジボワール内戦、マリ北部紛争への介入任務などに投入された。
フランス以外ではモロッコが西サハラにおけるポリサリオ戦線との戦闘に、レバノンがレバノン内戦などの同国内の武力紛争に投入したほか、ウクライナでもロシアとの戦闘に投入されている。

## 採用国
- フランス - 2023年時点で、フランス陸軍が推定2,000両のVAB装甲兵員輸送車、57両のVAB VOA砲兵観測車、26両のVAB RNBC核・生物・化学戦偵察車、64両のVAB戦車駆逐車（ミラン搭載型）、113両のVAB戦車駆逐車（MMP搭載型）、11両のVAB ARLAD対ドローン車、72両のVAB GE装甲工兵車、数量不詳のVAB EHC装甲回収車を保有[1]。
- ブルネイ
- 中央アフリカ
- キプロス - 2023年時点で、キプロス国家守備隊が126両のVAB装甲兵員輸送車（派生型含む）、15両のVAB戦車駆逐車（HOT搭載型）を保有[2]。
- インドネシア
- コートジボワール
- クウェート
- レバノン - 2024年時点で、レバノン陸軍が86両のVAB VCT装甲兵員輸送車と、35両のVAB戦車駆逐車（HOT搭載型）を保有[3]。
- マレーシア
- メキシコ
- モロッコ - 2024年時点で、モロッコ陸軍が45両のVAB VCT歩兵戦闘車、320両のVAB VTT装甲兵員輸送車、20両のVAB ECH装甲回収車、20両のVAB自走迫撃砲を保有[4]。
- オマーン
- カタール - 2023年時点で、カタール陸軍が160両のVAB装甲兵員輸送車、24両のVAB VCAC HOT戦車駆逐車、4両のVAB VPM 81自走迫撃砲を保有[5]。
- アラブ首長国連邦
- イタリア（NBC偵察車両仕様）
- ウクライナ (2022年､フランスから援助されたものを運用中)

## 登場作品
『ブラックホーク・ダウン』
マレーシア陸軍PKO部隊の装甲兵員輸送車として6x6輪式が登場。ソマリア民兵に苦戦する第75レンジャー連隊とデルタフォースの救援に出動し、現場に到着すると負傷者などを限界まで収容して脱出する。
撮影には、ロケ地となったモロッコのモロッコ陸軍所属車両が使用されている。